# Charles VI (empereur du Saint-Empire)
Pour les articles homonymes, voir Charles VI.
Charles de Habsbourg, dit Charles VI, né le 1er octobre 1685 à Vienne (Autriche) et mort le 20 octobre 1740 dans la même ville, est roi de Bohême (1711), roi de Hongrie (1711), archiduc d'Autriche (1711) puis empereur élu du Saint-Empire romain germanique (1711).
Il est également prétendant au trône d'Espagne (1703-1714) sous le nom de Charles III ; roi de Sardaigne (1708-1720) sous le nom de Charles III ; roi de Naples (1713-1734) sous le nom de Charles VI ; roi de Sicile (1720-1735) sous le nom de Charles IV ; duc de Parme et Plaisance (1735-1740) sous le nom de Charles II.

## Famille
Charles est le fils cadet de Léopold Ier (1640-1705), empereur élu du Saint-Empire, et de sa troisième épouse, Éléonore du Palatinat-Neubourg (1655-1720).
Son père est le fils de Ferdinand III (1608-1657), empereur élu du Saint-Empire, et de Marie-Anne d'Autriche (1606-1646), infante d'Espagne.
Sa mère est la fille de Philippe-Guillaume de Neubourg (1615-1690), électeur palatin, et d'Élisabeth-Amélie de Hesse-Darmstadt (1635-1709).
Il a pour frère aîné Joseph Ier (1678-1711).

### Caractère
À l'instar de son père, Charles VI est un grand mélomane. Musicien passionné au point d'accompagner lui-même au clavecin le castrat Farinelli et d'entretenir de longues conversations avec Antonio Vivaldi lors d'un voyage en Vénétie. Il est, comme ses pairs, passionné par la chasse, activité à laquelle s'adonne son gendre, François-Étienne de Lorraine, grand-duc de Toscane. Au cours d'une chasse de 1732, l'empereur tue accidentellement le prince de Schwarzenberg.
Son règne étant marqué par des querelles de successions en Europe, le souverain se soucie particulièrement des procédures juridiques concernant l'héritage.

### Amitié intime
À l'instar de l'estime que porte son frère envers son précepteur, le comte de Salm, qu'il fait prince et conseiller, Charles a pour gouverneur le prince Antoine-Florian de Liechtenstein (1656-1721), qu'il va faire Premier ministre et pour qui il crée la principauté souveraine de Liechtenstein, le 23 janvier 1719.

### Héritier de nombreuses couronnes
Second dans l'ordre de succession pour l'ensemble des territoires héréditaires des Habsbourg et la dignité impériale (1685-1700), puis troisième (1700-1701), de nouveau second (1701-1705) et enfin héritier présomptif de son frère aîné 1705 et 1711, la vie du prince est bousculée par les évènements venus d'Espagne et qui inquiètent les Cours européennes depuis des années.

## Succession d'Espagne

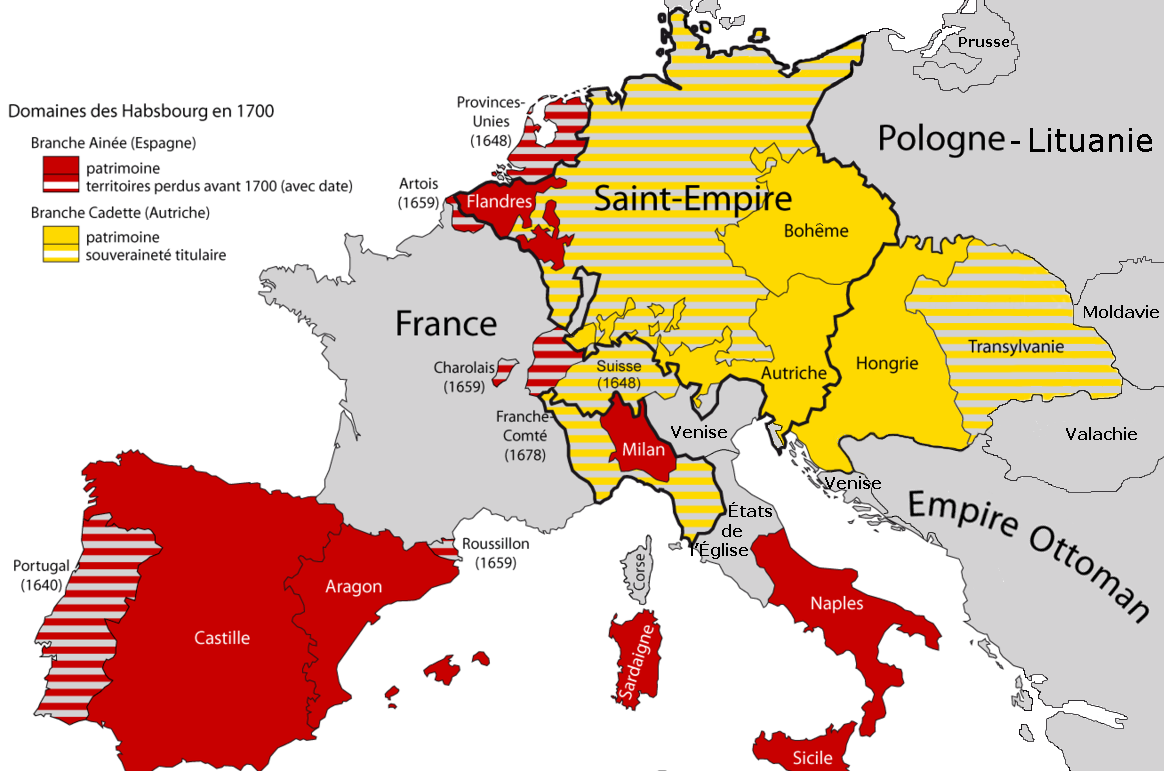
Empire des Habsbourg en 1700.

Le 1er novembre 1700, Charles II (1661-1700), roi d'Espagne, meurt sans descendance. Avec lui s'éteint la branche aînée des Habsbourgs, celle d'Espagne, qui y régnait depuis 1516. La logique dynastique voudrait que la branche cadette, celle d'Autriche, hérite de tous ses biens. Or, il n'est plus question en Europe de voir rétablir l'Empire immense de Charles Quint (1500-1558), qui aurait eu un monarque unique sur un domaine « où le soleil ne se couche jamais ».
Louis XIV (1643-1715), roi de France et de Navarre, a épousé la sœur aînée du défunt roi tandis que Léopold Ier (1640-1705), Empereur élu du Saint-Empire, a épousé une sœur cadette. Plusieurs solutions ont été envisagées pour se répartir l'héritage espagnol, du vivant même du roi. Mais aucune n'aboutit. Dans son testament, Charles II, convaincu par le parti pro-français à sa cour, désigne pour lui succéder intégralement Philippe de France (1683-1746), duc d'Anjou, petit-fils de Louis XIV.
La guerre de Succession d'Espagne éclate quelques mois plus tard entre Versailles et Vienne du fait que la France, profitant d'une Espagne désormais alliée dynastiquement et politiquement, commence à occuper des places-fortes dans les Pays-Bas espagnols, menaçant les frontières du Saint-Empire.
En septembre 1702, l'empereur entre en guerre pour revendiquer l'héritage de son beau-frère et cousin, d'abord à titre personnel, puis, à partir du 12 septembre 1703, au nom de son second fils, Charles, qui est dès lors proclamé roi d'Espagne sous le nom de « Charles III ».
Il est couronné à Vienne, puis se rend en Espagne. Confronté à un royaume déchiré et hostile aux Habsbourgs, le prétendant trouve néanmoins un appui solide dans les territoires péninsulaires de la Couronne d'Aragon (Catalogne et Valence, notamment). De plus, il est soutenu dans ses démarches par la Grande-Bretagne, les Provinces-Unies et la Prusse, bientôt rejoints par le Portugal et la Savoie.
En septembre 1705, Charles fait de Barcelone la capitale de son gouvernement, ce qui offre à ses alliés un point d'appui en territoire espagnol, et menace gravement l'autorité de Philippe V. Le 25 juin 1706, la prise de Madrid par l'armée portugaise menée par le marquis des Minas, et renforcée par des bataillons anglais et néerlandais commandés par Henri de Massué, lui permet d'être proclamé roi dans la capitale historique espagnole. Mais l'intervention énergique de la France et la défaite de ses alliés à la bataille d'Almansa, qui rétablit Philippe V sur le trône, ne lui permet pas d'exploiter sa position. La situation particulièrement intense atteint son paroxysme en 1708 quand la France engage des pourparlers de paix mais refuse d'abandonner le royaume d'Espagne aux Habsbourgs.
La même année, Charles devient roi de Sardaigne. Cependant, la position du prétendant reste précaire et n'aboutit pas au renvoi des Bourbons de la péninsule. Au contraire, ceux-ci se redressent dès l'année suivante et repoussent les armées coalisées sur presque tous les fronts.
L'année 1711 marque un tournant crucial. Le 11 avril, Joseph Ier meurt et « Charles III » lui succède à la tête des États héréditaires des Habsbourgs, ainsi que sur le trône du Saint-Empire sous le nom de Charles VI. La Grande-Bretagne, alliée principale jusqu'alors pour affaiblir l'hégémonie française, fait savoir qu'elle ne soutiendra pas un nouveau Charles Quint.
Dès lors, les pourparlers de paix sont engagés, d'autant plus que l'Europe est exsangue. À partir de janvier 1712, les belligérants se rencontrent lors du congrès d'Utrecht afin de régler le conflit par la diplomatie. Les faits d'armes prennent fin seulement l'année suivante.
Le 6 mars 1714, le traité de Rastatt reconnaît à Philippe V la possession de la couronne d'Espagne et ses colonies, mais l'oblige à renoncer à ses droits au trône de France. Charles VI conserve le royaume de Sardaigne et reçoit le royaume de Naples, Milan, Mantoue et diverses villes en Allemagne. Mais il se considère encore comme seul roi légitime d'Espagne.
Le 15 novembre 1715, le traité de la Barrière lui donne les Pays-Bas espagnols, devenus Pays-Bas autrichiens, dont il confie le gouvernorat à Marie-Élisabeth d'Autriche (1680-1741), de 1725 à 1740.
Le 18 octobre 1717, Charles VI est comte de Hainaut à Mons, représenté par le prince de Rubempré.
La maison d'Autriche, devenue branche aînée de la dynastie des Habsbourgs, demeure une puissance européenne de premier ordre, bien qu'elle entame déjà son déclin.

## Union et postérité

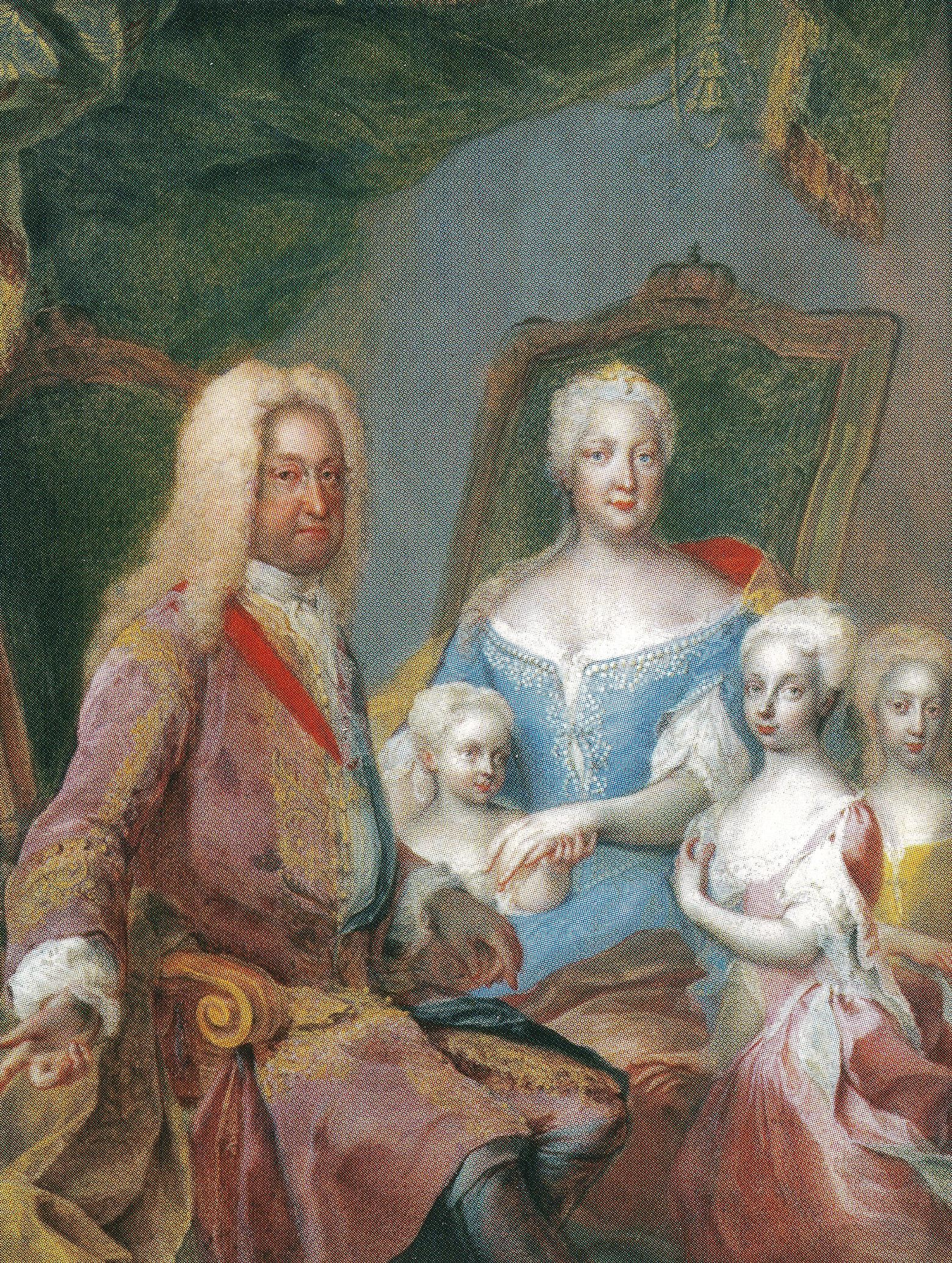
Charles VI en famille par Martin van Meytens.

Le 1er août 1708, Charles épouse Élisabeth-Christine de Brunswick-Wolfenbüttel (1691-1750). De religion protestante la princesse est d'une grande beauté et possède un caractère affirmé: elle s'oppose d'abord à ce mariage pour ne pas avoir à se convertir au catholicisme (menaçant même de se suicider), avant de se raviser, sous l'influence du père Tönnemann, confesseur de Charles VI.
Tous deux sont en fait profondément religieux et le couple est très uni, et bien qu'elle n'ait pas même vingt ans, Charles lui cède la régence de ses possessions espagnoles tandis qu'il mène ses troupes au combat. Pendant huit ans, leur union demeure stérile, puis naissent quatre enfants :
- Léopold (1716-1716) ;
- Marie-Thérèse (1717-1780), mariée en 1736 à François III, duc de Lorraine et de Bar, puis grand-duc de Toscane, élu empereur en 1745 ;
- Marie-Anne (1718-1744), mariée en 1744 à Charles-Alexandre de Lorraine (1712-1780), gouverneur des Pays-Bas ;
- Marie-Amélie (1724-1730).

## La Pragmatique Sanction
La disparitions de Charles II en Espagne et le conflit engendré pour le contrôle de son héritage ont marqué Charles VI qui désire éviter pareil sort à ses propres domaines. Son frère aîné, Joseph Ier, est mort sans héritiers mâles, et son propre mariage n'a, pour l'heure, donné aucun enfant.
Le 19 avril 1713, l'Empereur édicte la Pragmatique Sanction qui modifie les dispositions successorales prises par son père, dix ans plus tôt. En premier lieu, le domaine des Habsbourgs devient indivisible. De plus, non seulement les femmes sont déclarées aptes à succéder dans les différents royaumes qu'il possède alors, mais ce sont ses filles à naître, et non celles de son frère aîné, qui auront la primauté dans l'ordre de succession, le cas échéant.
Les nièces de l'empereur, Marie-Josèphe d'Autriche (1699-1757) et Marie-Amélie d'Autriche (1701-1756), qui se retrouvent exclues de tout héritage dès la naissance du premier enfant impérial, doivent prêter serment de respecter l'édit. À leur mariage, leur époux sont soumis à la même exigence.
Les États héréditaires adhèrent à ces dispositions, mais certains, dont la Hongrie, négocient des concessions qui y affaiblissent l'autorité royale.
L'empereur ne s'arrête pas là. Il passe près de vingt ans à obtenir, tant bien que mal, la reconnaissance de son édit auprès des Cours européennes.

## D'une guerre à l'autre

### Guerre vénéto-austro-ottomane (1716-1718)

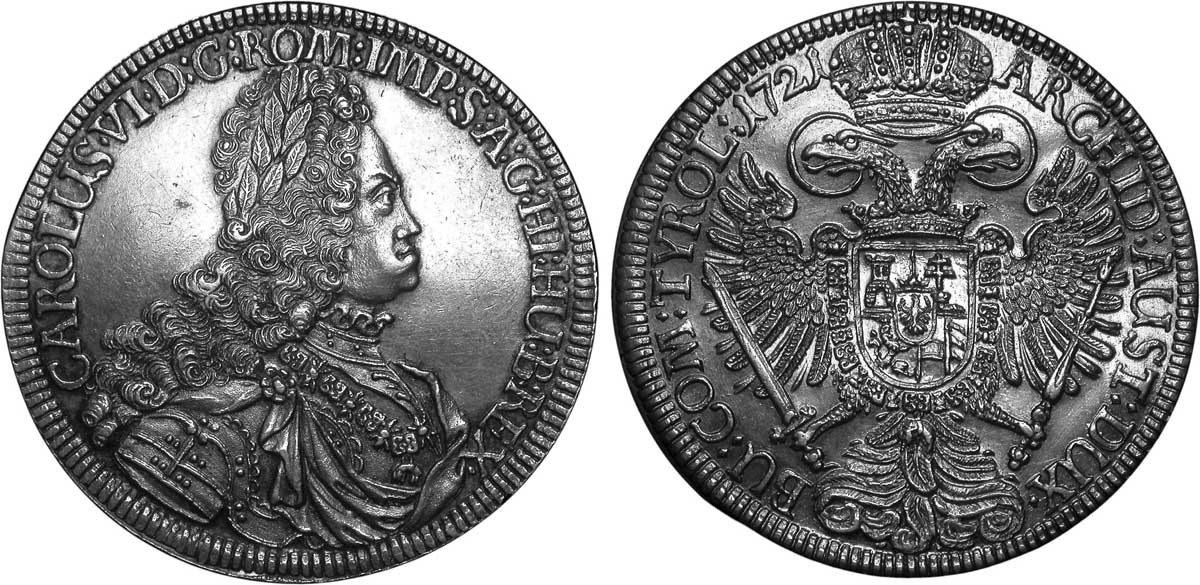
Thaler à l'effigie de Charles VI (1721).

Pour ce faire, Charles VI soutient les actions de ses voisins européens. Ainsi, en avril 1716, il rejoint la république de Venise, en guerre contre l'Empire ottoman depuis 1714. L'armée impériale, menée par le prince Eugène de Savoie-Carignan (1663-1736), est victorieuse aux batailles de Petrovaradin (5 août 1716), de Timișoara (en) (1er octobre 1716) et de Belgrade (18 août 1717), et repousse les Turcs au Sud des Balkans. Le traité de Passarowitz, signé le 21 juillet 1718, marque la victoire vénéto-autrichienne. Le Sultan cède à l'Empereur le Banat, la Serbie septentrionale (y compris Belgrade), une bande de territoires bosniaques au sud de la Save et l'Olténie valaque. Les Habsbourgs n'ont jamais possédé autant de territoires dans les Balkans.
De cette époque date la première école de génie militaire de Vienne, l'Académie impériale des techniques.

### Guerre de la Quadruple-Alliance (1717-1720)

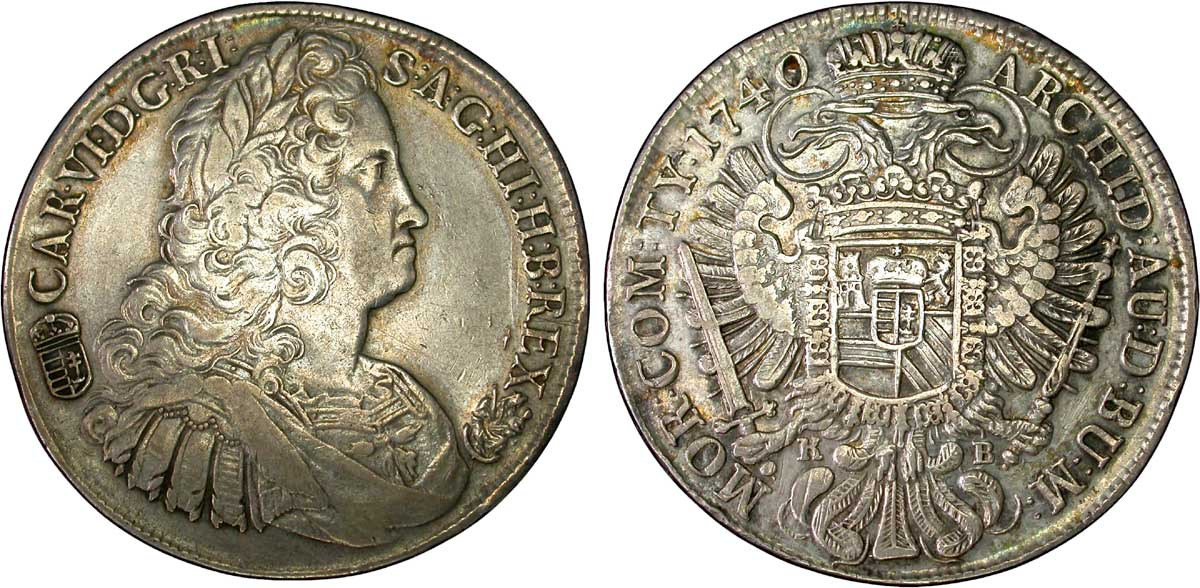
Thaler à l'effigie de Charles VI, 1740 : Car(olus) VI D(ei) G(ratia) R(omanorum) I(mperator).

En 1717, Philippe V, déterminé à rétablir l'influence espagnole en Italie, envahit la Sardaigne puis la Sicile, l'année suivante. Le 2 août 1718, Charles VI rejoint Louis XV, roi de France et de Navarre — alors sous la régence de Philippe d'Orléans (1674-1723), George Ier (1660-1727), roi de Grande-Bretagne, et les Provinces-Unies au sein de la Quadruple-Alliance, formée en réaction à cette agression. S'ensuit la guerre de la Quadruple-Alliance, où l'Espagne ressort vaincue.
Le 20 février 1720 est signée la paix de La Haye. Philippe V est reconnu roi légitime d'Espagne par l'Empereur, mais perd toutes ses possessions en Italie. Charles VI reçoit le royaume de Sicile, tenu par le duc de Savoie, avec lequel il échange son royaume de Sardaigne. Les royaumes de Naples et de Sicile retrouvent un souverain commun, mais demeurent des vice-royautés inféodées aux directives d'une Cour étrangère.

### Guerre anglo-espagnole (1727-1729)
En 1725, un rapprochement opportun est opéré depuis l'Espagne. Le roi de France a renoncé à ses fiançailles d'avec une infante d'Espagne, refroidissant les relations entre les deux royaumes. Philippe V, mais surtout sa seconde épouse, Élisabeth Farnèse, aspire à renouer le contact avec l'Autriche, dans un but bien précis : obtenir des territoires en Italie du Nord, notamment ceux dont la reine d'Espagne est l'héritière, pour l'un des infants. En échange de quoi le roi d'Espagne s'engage à respecter les dispositions de la Pragmatique Sanction. L'Empereur signe donc le traité de Vienne, le 30 avril : ses filles Marie-Thérèse d'Autriche (1717-1780) et Marie-Anne d'Autriche (1718-1744) doivent se fiancer aux infants Charles de Bourbon (1716-1788), héritier d'Espagne, et Philippe de Bourbon (1720-1765), afin de sceller une alliance défensive et offensive.
En 1727, l'Espagne déclare la guerre à la Grande-Bretagne afin de récupérer Gibraltar. Charles VI, qui ne veut pas d'un conflit contre les Britanniques, n'intervient pas. En 1729, la conférence de Soissons met fin au conflit : par les traités de Séville (9 novembre 1729) et de Vienne (16 mars 1731), les projets d'alliance et de mariage austro-hispaniques sont abandonnés. Gibraltar demeure britannique, mais Anglais et Espagnols s'allient désormais pour obtenir, par la force si nécessaire, les duchés de Parme et Plaisance et le grand-duché de Toscane au profit de l'héritier d'Espagne. L'Empereur cède, déterminé à faire reconnaître sa Pragmatique Sanction, et reconnaît le droit aux Bourbons d'Espagne à posséder ces duchés en cas d'extinction de la Maison Farnèse, ce qui se produit le 20 janvier 1731.

## Succession de Pologne
Le 1er février 1733, Auguste II le Fort (1670-1733), électeur de Saxe et roi de Pologne, meurt. Le trône polonais étant électif, deux candidats se présentent pour lui succéder : d'un côté son fils, Frédéric-Auguste de Saxe (1696-1763), électeur de Saxe, neveu par alliance de l'Empereur ; de l'autre, Stanislas Leszczynski (1677-1766), ancien roi de Pologne de 1704 à 1709 et père de Marie Leczczynska (1703-1768), reine de France.
Avant même la mort du roi, sa succession a fait l'objet de discussion dans les Cours européennes. La France, par le biais du cardinal André Hercule de Fleury (1653-1743), bien que moins belliqueuse que sous le règne de Louis XIV, ne peut abandonner le beau-père du Roi et décide donc de le soutenir. L'Autriche et la Russie, de leur côté, le 17 septembre 1732, décident de ne reconnaître aucun des deux candidats s'ils étaient élus. Elles sont rejointes par la Prusse, le 13 décembre. Mais face au soutien français déclaré, les deux premières se rangent finalement du côté de l'électeur de Saxe.
La Sejm, Diète polonaise, élit Stanislas, qui reprend le nom de Stanislas Ier, roi de Pologne, grand-duc de Lithuanie, le 13 septembre 1733. Dès lors, les Russes envahissent le territoire de la république des Deux-Nations. C'est le début de la guerre de Succession de Pologne.
Rapidement, Stanislas est forcé de se réfugier à Dantzig (Gdańsk), le 22 septembre, pour y attendre des renforts tandis que l'électeur de Saxe est proclamé roi à Varsovie, le 5 octobre, sous le nom d'Auguste III. Le 10 octobre, la France déclare la guerre à l'Autriche et à la Saxe. En réalité, Charles VI est la cible principale des armées françaises, sinon la seule, puisque la Russie est trop loin, et attaquer la Saxe déclencherait une réaction européenne. Et l'Empereur se rend compte rapidement que ses alliés sont peu pressés de lui venir en aide, se bornant surtout aux affaires intérieures de la Pologne.
Tandis qu'Anne Ire (1693-1740), impératrice de Russie, ordonne à ses troupes de mettre le siège devant Dantzig, en février 1734, ce qui force Stanislas Ier à trouver refuge en Prusse, Charles VI fait face à la France sur le Rhin et dans les Alpes. Face aux excellents maréchaux français, le duc de Berwick (1670-1734), qui meurt au siège de Philippsburg le 12 juin, et le duc de Villars (1653-1734), qui trouve la mort à Turin (royaume de Sardaigne) le 17 juin, l'Autriche peut compter encore sur le prince Eugène de Savoie-Carignan, qui s'éteint le 21 avril 1736.
L'Espagne et la Sardaigne, alliées de la France, contrôlent déjà les duchés de Lorraine et de Milan. La Sicile est envahie à son tour et perdue (10 mai 1734). Le Prince Eugène, limité dans ses effectifs et vieillissant, se borne à une tactique purement défensive durant toute l'année 1735.
Le cardinal de Fleury, au nom de la France, ouvre les pourparlers de paix en novembre 1735. Quoique les armées françaises dominent les champs de bataille, il souhaite éviter une nouvelle coalition autour de l'Autriche menacée. Le 26 janvier 1736, depuis Königsberg, Stanislas Ier annonce sa renonciation au trône de Pologne. Dès lors, les soutiens à Auguste III se multiplient, qui est reconnu seul roi de Pologne.
Le traité de Vienne, en date du 18 novembre 1738, conclut trois ans d'intenses négociations diplomatiques et redistribue les Couronnes italiennes. François III Étienne (1708-1765), gendre de Charles VI, reçoit le grand-duché de Toscane en échange des duchés de Bar et de Lorraine, reversés à Stanislas Lezczynski. L'Empereur reçoit les duchés de Parme et Plaisance. Mais il cède les royaumes de Naples et de Sicile à Charles de Bourbon qui s'en était emparés depuis 1734. Enfin, le roi de Sardaigne reçoit Novare et une partie du duché de Milan.
La France accepte enfin de garantir la Pragmatique Sanction. L'Autriche ressort affaiblie et vaincue. Sa victoire est surtout morale.

## Le crépuscule du dernier des Habsbourgs

### Guerre austro-russo-turque (1735-1739)
Alliées depuis 1732 dans le cadre de la guerre de Succession de Pologne, l'Autriche et la Russie partagent un intérêt commun à repousser l'Empire ottoman des Balkans. Le prétexte est trouvé pour lui déclarer la guerre lorsqu'en 1735, le Khan de Crimée lance une série de raids dans le Caucase. La Russie répond à cette agression en établissant un plan militaire pour s'emparer d'Azov, voire l'ensemble du khanat de Crimée, allié des Ottomans.
Les Russes ouvrent les hostilités le 20 mai 1736 en envahissant le Khanat et s'emparent d'Azov, le 19 juin.
En juillet 1737, Charles VI s'engage à son tour, aux côtés d'Anne Ire, et s'empare de Niš, en Macédoine.
L'Empire ottoman reçoit l'aide de la France qui, à défaut d'entrer en guerre directement, envoie des armes et des subsides. Dès lors, les Turcs reprennent  Niš et finissent par repousser les Autrichiens comme les Russes. En 1738, la prise de Belgrade par les Ottomans précipitent des négociations de paix qui n'aboutissent pas.
L'Autriche, déjà mise à mal par la guerre contre la France, l'Espagne et la Sardaigne, est battue de nouveau en 1739 et signe, le 18 septembre, le Traité de Belgrade, sans les Russes, par lequel l'Empereur rend la Petite-Valachie, la Serbie et Belgrade à l'Empire ottoman.

### Le décès
Le 10 octobre 1740, Charles VI souffre d'une indigestion après avoir mangé un plat de champignons sautés, qui mue en infection et qui, dix jours plus tard, provoque sa mort. Ces symptômes semblent correspondre à un syndrome phalloïdien.
Fort conscient de sa dignité, entrant en agonie, il tance un valet parce que le nombre de cierges entourant son lit n'est pas le nombre fixé par l'étiquette.
Il laisse des Commentaires sur sa propre vie, qui ont été publiés à Bruxelles en 1862.
À la fin de sa vie, l'empereur, qui n'a connu que des conflits, a la satisfaction toute illusoire de savoir que la Pragmatique Sanction, à laquelle il a accordé une importance considérable, est enfin reconnue par l'ensemble des puissances européennes. Comme son frère avant lui, il n'a pas eu de fils survivant. Il est donc le dernier des Habsbourgs mâles à régner en Autriche, après avoir vu mourir le dernier des Habsbourgs en Espagne. Quoi qu'il a connu une Autriche plus forte que jamais, il l'a également vue s'affaiblir progressivement, menacée par les Bourbons de France, d'Espagne et même d'Italie.
Sa fille aînée, Marie-Thérèse, lui succède donc en Autriche, en Bohême, en Hongrie et dans tous les États héréditaires. Seule la dignité impériale, réservée exclusivement aux hommes, échappe à l'héritage. Mais l'empereur espère que l'ancien duc de Lorraine, devenu grand-duc de Toscane, le François III Étienne dont sa fille est amoureuse et avec lequel elle a déjà eu deux enfants, sera le prochain dirigeant du Saint-Empire.
Malheureusement, sa disparition entraîne une nouvelle crise européenne : la guerre de Succession d'Autriche.
Voltaire note : « Ce plat de champignons changea la destinée de l’Europe. »

## Titulature complète
- Empereur des Romains (11 avril 1711 - 20 octobre 1740)
- Archiduc d'Autriche (11 avril 1711 - 20 octobre 1740)
- Roi de Bohême, de Hongrie et de Croatie (11 avril 1711 - 20 octobre 1740)
- Roi de Sardaigne (13 août 1713 - 17 février 1720)
- Roi de Naples (22 septembre 1713 - 15 mai 1734)
- Roi de Sicile (insulaire) (17 février 1720 - 3 juillet 1735)
- Duc de Parme et Plaisance (3 octobre 1735 - 20 octobre 1740)